# Pan de Alfacar

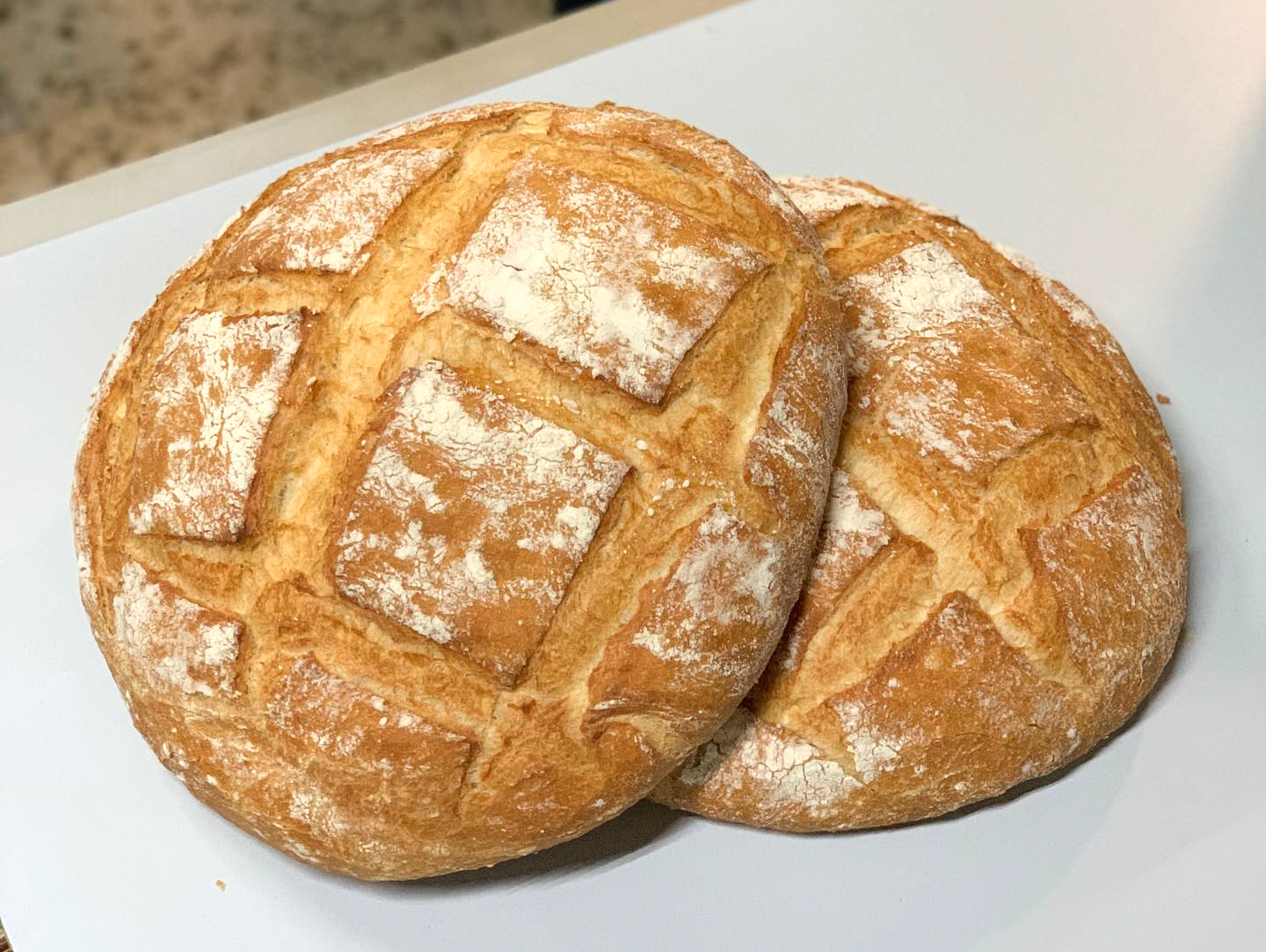
Hogazas de pan de Alfacar

El pan de Alfacar es un sello IGP que protege e identifica a la tradición panadera de Alfacar, en la provincia de Granada (España). Contiene harina de trigo, masa madre, levadura, sal y agua del manantial de Alfacar. El pan de Alfacar se produce en diferentes formatos (bollo, rosco, rosca y hogaza) a partir de una misma masa de origen. La miga del pan de Alfacar es flexible, de sabor suave, color blanco cremoso, con una alveolatura abundante e irregular. Este pan es ideal para acompañar platos típicos de la zona como las setas fritas, el alimoje con bacalao o el choto al ajillo.
Los municipios autorizados para su producción son Alfacar, un pueblo de cinco mil y medio de habitantes, y Víznar, con menos de mil. Ambos se encuentran a los pies de la Sierra de la Alfaguara, a unos 5 km al norte de Granada. Alfacar y Víznar han sido históricamente villas abastecedoras de pan a Granada.

## Historia

Escudo municipal de Alfacar con una hogaza.

### Época andalusí
La industria panadera en Alfacar y Víznar tuvo su primer impulso a partir de la demanda de los nuevos pobladores cristianos tras la conquista del Reino Nazarí por los Reyes Católicos, a finales del siglo XV. Tras la conquista castellana del reino granadino, la población musulmana se vio incrementada con la cristiana. La guerra había diezmado la capacidad de abastecimiento de los mercados, con lo que fue necesaria la adopción de medidas encaminadas a garantizar el aprovisionamiento de alimentos, entre ellas el abastecimiento de pan a la población de Granada capital, lo que sin lugar a duda tuvo una repercusión importante en la instauración definitiva de la industria panadera en Alfacar y Víznar.

### SigloXX
Como indica el geógrafo Bosque Maurel, en 1950, Alfacar y Víznar dominan la fabricación de pan en el entorno granadino, constituyendo el enclave más importante de abastecimiento de Granada. Por entonces, contaba con 9 hornos y 41 panaderos, trabajando de noche para Granada y de día para el consumo local. Se comercializaban hacia 1950, en la capital granadina, 7.000 kg diarios de Pan de Alfacar de excelente calidad y muy apreciado entre los consumidores.
En 1973, los panaderos de Alfacar y Víznar constituyeron una sociedad cooperativa con sede en Alfacar para la producción y comercialización del «Pan de Alfacar» en 15 despachos que establecieron en Granada Capital, para lo cual contaron con el apoyo del Sindicato Provincial de Cereales de Granada. La mayor parte de esos despachos se encuentran abiertos en la actualidad, en los cuales, ya por entonces se hacía mención en rótulos a la denominación «Pan de Alfacar». 
José Carlos Capel, en 1991, cita en su libro «El pan: elaboración, formas, mitos, ritos y gastronomía. Glosario de los panes de España», a los roscos de Alfacar, uno de los formatos del «Pan de Alfacar», y presenta su receta y método de elaboración específicos, siendo uno de los panes genuinos dentro de la gastronomía española.

### Actualidad
El motivo de la expansión y consolidación del sector panadero en Alfacar y Víznar es la notoriedad del «Pan de Alfacar», una reputación comercial consolidada gracias a las características específicas del producto como lo demuestra un estudio estadístico realizado a nivel de la provincia de Granada.
En 2013, el Gremio de Panaderos de Alfacar presentó una solicitud para el reconocimiento de su pan como Indicación Geográfica Protegida, uno de los regímenes de calidad de la Unión Europea, convirtiéndose en uno de los 16 productos de panadería/pastelería españoles que cuentan con este sello.

## Características
Para poder ser vendido como «pan de Alfacar», un pan debe cumplir criterios establecidos por la Ley respecto a sus ingredientes, técnicas, tiempos, temperaturas, etc.
La harina usada es de trigo, con una fuerza entre los W110 y los 150. El agua usada surge de un acuífero calizo-dolomítico de la Sierra de Alfaguara. Este manantial abastece la red pública de agua de Alfacar y Víznar, y se caracteriza por una dureza media-alta (20-25) y un pH también medio-alto (7,4 a 7,8). Para fermentar la masa se usa masa sobrante del día anterior (masa madre), y, si el panadero lo considera oportuno, levadura biológica fresca (Saccharomyces cerevisiae).
Estas peculiaridades proporcionan un pan de miga suave, color crema, y con alveolado abundante e irregular. Así como una corteza gruesa (por ley, superior a un centímetro y medio), ligeramente brillante y dorada, pero no enharinada.
Los hornos que producen pan de Alfacar deben cumplir ciertos requisitos y estar autorizados por la Entidad de Certificación.

## Tipos
El pan de Alfacar se presenta en los siguientes formatos:
- Bollo, de forma alargada, con terminaciones en puntas denominadas «tetas» y una única greña longitudinal (80, 125 y 250 g)
- Rosco, piezas de 250 g con forma elíptica de sección tubular aplastada y con asimetría axial. Una única greña longitudinal
- Rosca, piezas de 500 g con forma circular de sección tubular, con cierta simetría axial. Se reconocen mediante su punto de unión manual denominado «suegra».
- Hogaza, las hogazas son piezas cuyo peso puede ser de 250 g, 500 g o 1 kg. Son de forma casi perfectamente redonda y ligeramente bombeada en la parte superior. Se reconocen en su parte superior por presentar un marcado o «pintao» en forma de cuadrícula dentro de un marco de cuatro cortes perpendiculares.

## Pan de Alfacar en la literatura
En 2008, una publicación monográfica sobre el «Pan de Alfacar» –«El pan de Alfacar»: tahonas y hornos tradicionales (Reyes Mesa, J.M. et. al.)– avala la historia de este producto desde el siglo XVI a XXI. Diferentes publicaciones histórico-geográficas y de estudios catastrales avalan la importancia del sector de Alfacar y su comercialización en la capital granadina y contornos, las más importantes son: Libro de Apeo y Repartimiento de Alfacar de 1571 y de Víznar en 1572 tras la reconquista de Granada, Tomás López y Vargas Machuca en la publicación Diccionario Geográfico de Málaga y Granada (Manuscrito de 1795, Biblioteca Nacional en Madrid), Catastro del Marqués de la Ensenada publicado en 1752, F. Heríquez de Jonquera (1987) en la publicación Anales de Granada: descripción del reino de Granada y ciudad de Granada, crónica de la Reconquista (1482-1492), sucesos de los años 1588-1646. Pascual Madoz, entre los años 1835 y 1839, en su Diccionario Geográfico contabiliza en Alfacar 12 hornos y 17 molinos que consumían diariamente 300 fanegas de trigo. Los aproximados 19.000 kg de trigo que podían moler al día los molinos de Alfacar, significaba un volumen de harina que no sólo abastecería a los hornos alfacareños, sino que produciría una importante cantidad de harina para su distribución en Granada, que se traduciría en un comercio paralelo de la harina y del «Pan de Alfacar» en la capital y contornos.